# Moisés Ville
Moisés Ville (en yiddish : מאָזעסוויל) est une petite ville (comuna) de la province de Santa Fe en Argentine fondée  le 23 octobre 1889 par des Juifs de Russie et de l'Europe de l'Est, fuyant les pogroms et les persécutions. Le nom initial choisi était Kiryat Moshe (« Ville de Moïse » en hébreu) afin d'honorer le baron Maurice Moshe de Hirsch, mais lors de l'enregistrement du nom, celui-ci fut traduit en français en Moïsesville, qui fut plus tard hispanisé en Moisés Ville. La ville est située à environ 177 km de la capitale provinciale, dans le département de San Cristóbal et à 616 km de Buenos Aires. La ville compte 2 572 habitants selon le recensement de 2001.

## Historique

### Les débuts de la colonisation
Moisés Ville est fondée par un groupe de colons juifs russes, arrivés en août 1889 en Argentine à bord du paquebot le Weser, en provenance de Kamianets-Podilskyï (actuellement en Ukraine). Mosés Ville est considérée comme la première colonie agricole juive en Amérique du Sud, devançant de quelques mois un plus petit groupe venant de Bessarabie qui s'installe dans un village voisin appelé Monigotes. Les 130 familles de Colonos de Moisés Ville (soit au total 815 personnes), sont considérées pour les Juifs argentins comme l'équivalent  des passagers du Mayflower, et leurs descendants peuvent se réclamer faire partie de l'aristocratie pionnière agricole.

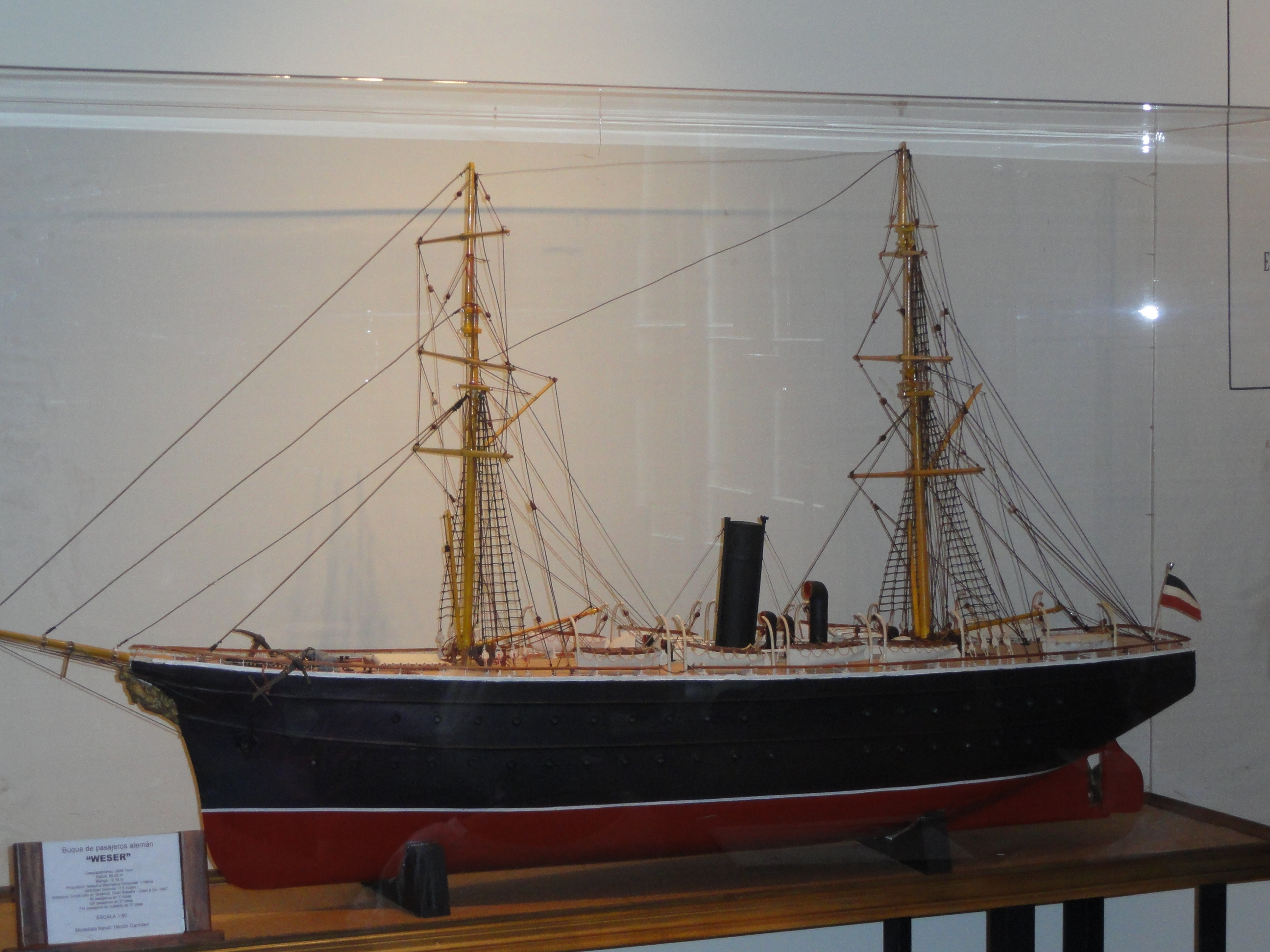
Maquette du bateau Weser ayant servi aux premiers colons (musée juif de Buenos Aires)

En 1887, les responsables des communautés juives de Podolie et de Bessarabie se rencontrent à  Katowice (Silésie, Pologne) pour tenter de résoudre leurs nombreux problèmes sécuritaires. Ils décident que l'émigration vers la Palestine est la solution, et nomment donc un délégué, Eliezer Hauffmann, afin qu'il se rende à Paris pour rencontrer le philanthrope juif réputé, le baron Edmond de Rothschild et lui demander de l'aide.
Deux théories existent concernant ce qui s'est passé à Paris. Pour les uns, les négociations avec le baron Rothschild échouent, pour les autres, Kauffman ne réussit pas à le rencontrer. Effrayé à l'idée de retourner les mains vides, et apprenant qu'il existe un bureau d'informations officiel sur la république argentine, Kauffman décide de rencontrer J.B. Frank, l'officier responsable, qui l'informe qu'un propriétaire terrien, du nom de Rafael Hernández, cherche à vendre des terres à des immigrants européens. Les terres se situent à Nueva Plata dans la province de Buenos Aires, près de la ville de La Plata. Un contrat est signé, et les 130 familles représentées par Kauffman embarquent à bord du Weser. Ils représentent à eux seuls, plus de la moitié de la population juive vivant à l'époque en Argentine.
Arrivés à Buenos Aires le 14 août 1889, ils apprennent alors que les terres qu'ils ont acquises ne sont pas disponibles. Depuis la signature de l'accord, leur prix a plus que doublé, et le peu scrupuleux Hernandez a résilié le contrat. Le rabbin Henry Joseph, le responsable de la communauté juive en Argentine, tente une médiation qui s'avère infructueuse, et les met en relation avec Pedro Palacios, l'avocat de la communauté juive. Celui-ci, propriétaire d'un vaste territoire dans la province de Santa Fe, où vient d'être construite la nouvelle voie ferrée vers Tucumán, accepte de vendre  quelques terres aux passagers du Weser. Fin août le contrat est signé et les immigrants décident de rejoindre leurs terres. Le voyage est éprouvant et l'endroit où ils arrivent est déplorable. Ils sont logés dans des wagons de marchandise parqués dans un hangar, près des voies de chemin de fer. Ils espéraient être transférés vers leurs champs, obtenir des animaux de ferme, des outils et du matériel agricole tel qu'il était mentionné dans le contrat, mais ils n'obtiennent rien. Les employés du chemin de fer distribuent de la nourriture aux enfants affamés, mais 64 d'entre eux vont mourir du typhus, une épidémie qui se développe en raison des mauvaises conditions hygiéniques. Deux cimetières sont construits rapidement, l'un à Palacios et l'autre à Monigotes. Ces cimetières, situés dans les environs de Moisés Ville, établissent la base de la communauté juive et attachent les immigrants juifs à la terre où reposent leurs défunts.

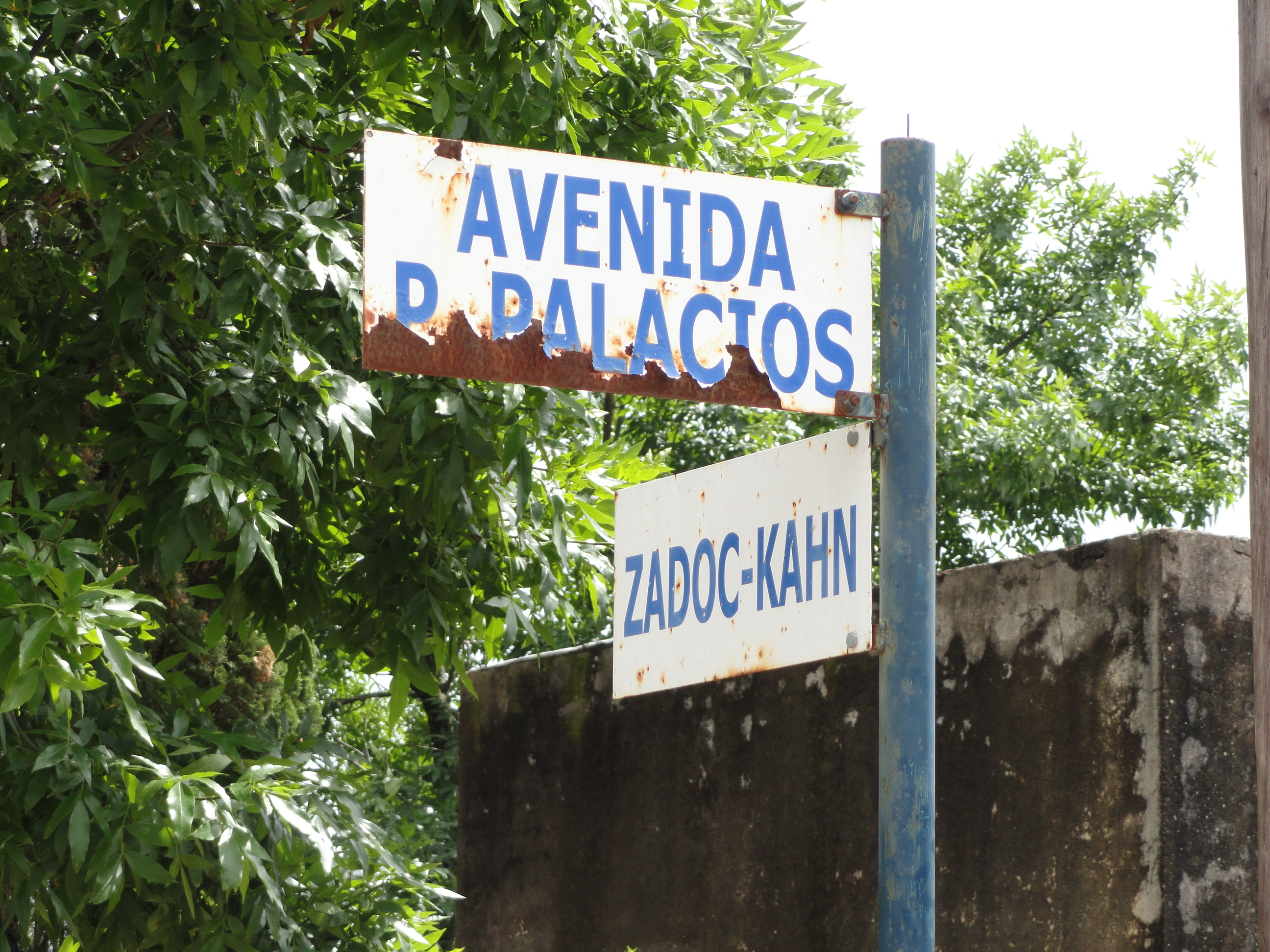
Rue de Palacios (Moisés Ville) nommée en hommage au grand-rabbin de France Zadoc Kahn

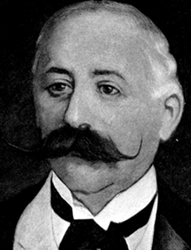
Le baron Maurice de Hirsch

Entre-temps, les autorités nationales ont pris connaissance des conditions déplorables des immigrants, et ordonnent une enquête par le commissaire général de l'immigration. Wilhelm (Guillermo) Loewenthal, un médecin roumain de l'Université Humboldt de Berlin, spécialiste en bactériologie, est recruté par le gouvernement argentin à  Paris pour une mission scientifique. Il  se voit confier par l'Alliance israélite universelle le soin de s'informer des conditions de vie des immigrants du Weser. Il se rend alors à la gare de Palacios où il est affligé par les conditions de vie misérables des immigrants. Malgré leurs épreuves et les difficultés, la très grande majorité désire toujours devenir fermiers. Loewenthal  avertit le ministre des affaires étrangères Estanislao Zeballos et simultanément rencontre Palacios lui demandant de respecter ses obligations. De retour à Paris, Loewenthal soumet un projet écrit au grand-rabbin de France, Zadoc Kahn concernant la colonisation des familles juives en Argentine, afin d'établir une association, la JCA (Jewish Colonization Association), et d'allouer à chaque famille une ferme de 50 à 100 hectares au prix de 2 000 dollars américains par famille. La JCA est créée à Londres en 1891 par le baron Maurice de Hirsch et va se consacrer à soutenir l'émigration de Juifs de Russie persécutés à la suite des pogroms. Elle est financée par le baron de Hirsch, qui ayant perdu son fils unique Lucien, va y consacrer une grande partie de sa fortune.
Il est très probable que sans le malheur des immigrants abandonnés à la gare de Palacios, le baron de Hirsch n'aurait pas eu l'idée d'organiser l'immigration juive en Argentine, ni de créer la JCA.

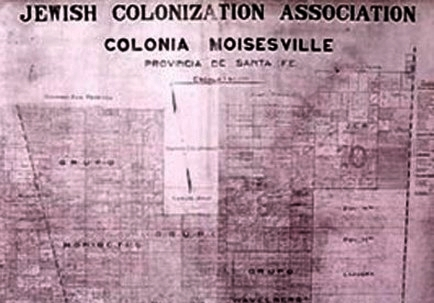
Plan des parcelles définies par la JCA

### La colonisation avec l'aide de la JCA
Dans le cadre de la JCA, un nouveau groupe de 42 familles arrive à Moisés Ville, en provenance du gouvernement de Grodno (actuellement en Biélorussie) entre 1894 et 1895. Les colons s'établissent aux alentours de Moisés Ville dans des villages nommés d'après le nombre de maisons dont ils se composent: Les Quatre Maisons; Les Six Maisons; Les Douze Maisons et Les Vingt-Quatre Maisons. En 1900, les colons demandent à la JCA d'agrandir la colonie en faisant venir d'autres familles de Grodno. La demande est transmise par le colon Noe Cociovich, qui en 1900, 1901 et 1902 effectue plusieurs voyages en Russie et rassemble trois groupes totalisant 104 familles, qui répondent aux critères de la JCA : ils ont déjà de la famille dans la colonie et ils paient eux-mêmes leur voyage. Ces groupes s'installent dans les villages de Wavelberg, au nord de Moisés Ville, de Virginia à l'est et de Juanita à l'ouest. En 1901, un autre groupe de 31 familles venant de Bialystok (actuellement en Pologne), guidé par l'écrivain yiddish et responsable juif Gedaliah Bublick (1875–1948) s'installe dans le village de Zadok Kahn, nommé en l'honneur du grand-rabbin de France, situé à l'ouest de Moisés Ville. La plupart des colons de ce groupe seront transférés par la suite à Las Palmeras.
Le docteur Guillermo Loewenthal apprend qu'il est envisagé de déplacer la colonie vers deux nouveaux sites dans la province d'Entre Ríos, mais les habitants de Moisés Ville s'y opposent fermement: ils ne veulent pas quitter la région où ils viennent juste de construire un nouveau cimetière pour enterrer la première victime d'une attaque par les gauchos. Pour marquer fermement leur intention, ils décident lors d'une réunion à la synagogue de transférer les restes des enfants morts du typhus, des cimetières de Palacios et de Monigotes au cimetière de Moisés Ville. .
En 1903, juste après le premier pogrom de Kichinev, un nouveau groupe arrive de Bessarabie. Il s'installe dans le village de Mutchnik au nord-ouest de Moisés Ville, sur la ligne Ortiz et en 1905, un groupe provenant de la province de Kherson (actuellement en Ukraine) s'établit à Monigotes. Plusieurs années plus tard, le secteur de Capivara, au nord-est de Moisés Ville est colonisé dans les années 1930 et jusqu'au début de la Seconde Guerre mondiale, par des Juifs allemands fuyant les persécutions nazies. Après la fin de la guerre, plusieurs familles de réfugiés allemands et hollandais s'installent, la plupart envoyés par la JCA.

### Organisation et insertion puis déclin de la colonisation
Le premier groupe de colons et certains du second groupe s'installent dans les alentours d'un centre urbain naissant, formé en 1894, selon Noe Cociovich, de seulement trois bâtiments hâtivement construits: la synagogue, la maison de la JCA et les bains publics. Les maisons des colons sont disposées autour d'eux le long de trois rues. Les terrains ont 100 mètres de large sur 1 000 mètres de profondeur. Moisés Ville devient la ville emblématique des Gauchos juifs, qui travaillèrent la terre en Argentine à la fin du XIXe siècle et au début du XXe siècle.
Avant même que les autorités nationales interviennent pour désigner une administration compétente, les colons ont déjà créé leur propre organisation politique et sociale interne en urgence. Dès le début, les colons expriment une ambition culturelle et intellectuelle pour l'éducation de leurs enfants malgré les années difficiles, dues à une météo capricieuse, la sécheresse et les inondations, les criquets ainsi qu'à leur inexpérience. Tous ces déboires n'ont fait que retarder les paiements de leurs créances.
Compte tenu de leur désir de protection mutuelle et d'avancement pour les membres de la colonie, les colons créent la première coopérative agricole de consommation de la province de Santa Fe: la Mutua Agrícola (Mutuelle agricole) qui en collaboration avec la société Kadima, l'institution mère, assurent une gestion solidaire de la vie culturelle, sanitaire et sociale de la communauté et des colons des localités voisines.
Dans les années 1940, le nombre de Juifs à Moisés Ville et dans les villages avoisinants atteint 5 000 personnes et représente 90 pour cent de la population totale. Mais la ville à partir des années 1950 va perdre de façon constante sa population juive. À partir de 1947, de nombreuses familles émigrent en Israël, et le statut social de la population augmentant, la jeune génération migre vers les grandes villes de Rosario et de Buenos Aires, pour des études supérieures et de meilleures opportunités d'emplois. Lors du recensement de 2001, la population totale de Moisés Ville était de 2 575 habitants dont environ 300 Juifs, soit 12 pour cent de la population.
En 2005, le maire de Moisés Ville, Omar Delio Delbino, du parti socialiste argentin est le premier maire non-juif de la ville. En 2011, le maire est Osvaldo Angeletti du PJ (Parti justicialiste), le parti fondé par Juan Perón.
Moisés Ville est déclaré le 13 avril 1999, par décret du pouvoir exécutif national no 339/99,: Poblado Histórico Nacional (Village historique national). Le Secrétariat national du tourisme crée Shalom Argentina, un circuit culturel nommé dans les Huellas de la colonización judía (dans les pas de la colonisation juive) avec Moisés Ville considérée comme le centre de ce programme.

## Bâtiments de la colonie juive
La communauté juive (Kehila) doit gérer, malgré son nombre réduit de fidèles, plusieurs bâtiments importants, témoins de son riche passé.

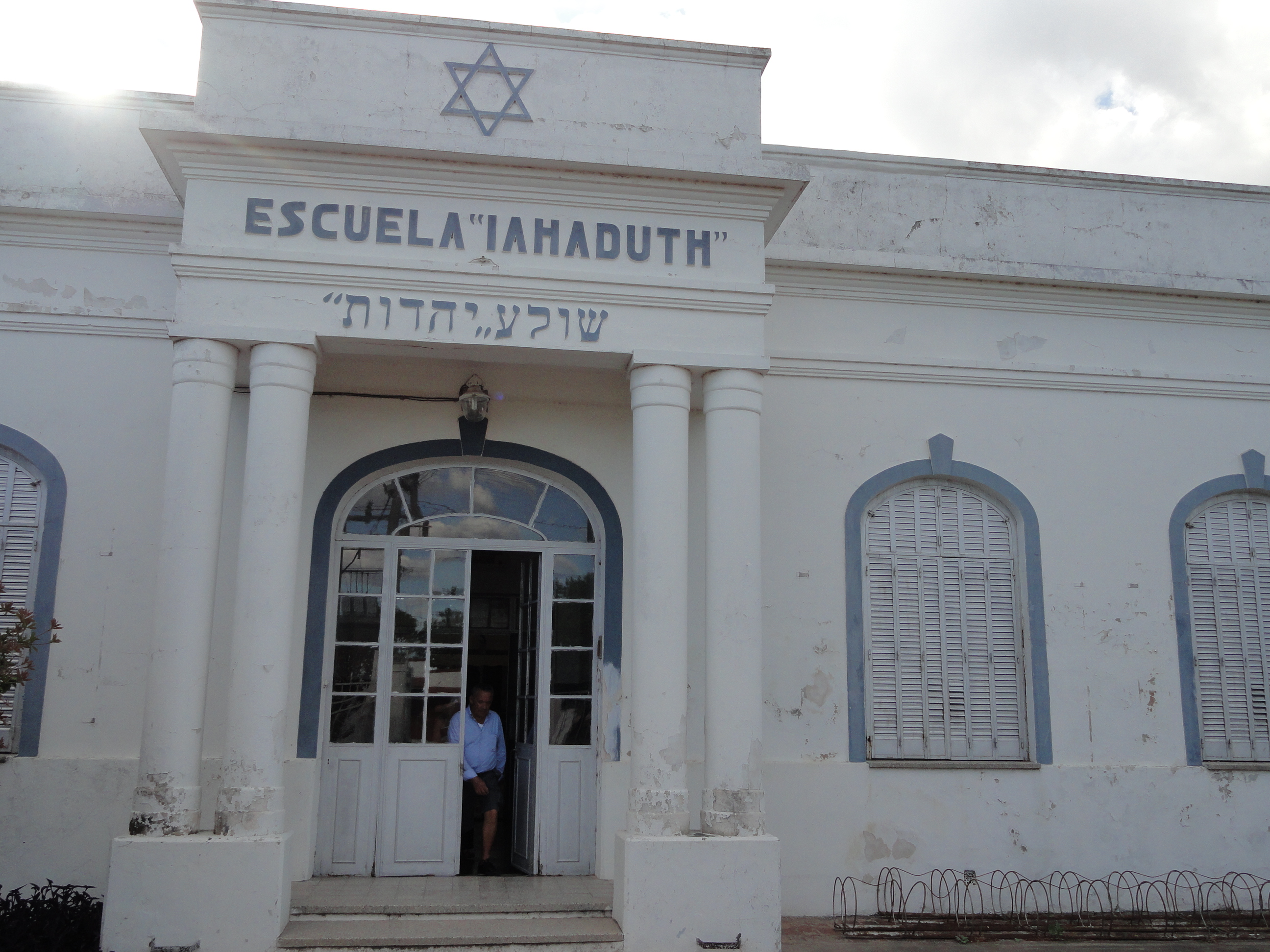
École Iahaduth

### L'école juive Iahaduth
La société Iahaduth est créée en 1927 pour recueillir des fonds pour la création d'une école juive. Celle-ci s'ouvre trois ans plus tard avec des classes élémentaires, puis par la suite avec un jardin d'enfants. Avant, l'éducation des enfants était donnée par des enseignants juifs en différents lieux temporaires.
Un séminaire de formation des enseignants juifs s'ouvre en 1943, Ce lycée spécialisé va attirer toute la jeunesse juive du pays et change ainsi complètement le caractère de la ville.
L'institution dispose d'un globe terrestre avec les noms géographiques écrits en yiddish et de nombreux livres écrits en hébreu, en yiddish, en araméen et aussi en espagnol.
Les archives de l'école possèdent la liste de tous les professeurs et de tous les élèves passés par l'école. D'après ces archives, en 1948, les premiers diplômes sont décernés à huit élèves. Comme pour les classes suivantes, la grande majorité de ces diplômés émigreront vers Israël. Les autres se répartiront  à travers toutes les communautés juives de l'Argentine. Au total, l'école aura formé plus de 500 enseignants.
En 1966, le nombre d'élèves du lycée est de 211 dont 150 vivent en internat. Actuellement, seule reste une classe de maternelle et une classe de Talmud Torah le dimanche. Tous les enfants scolarisés vont à l'école communale.

### Le théâtre Kadima

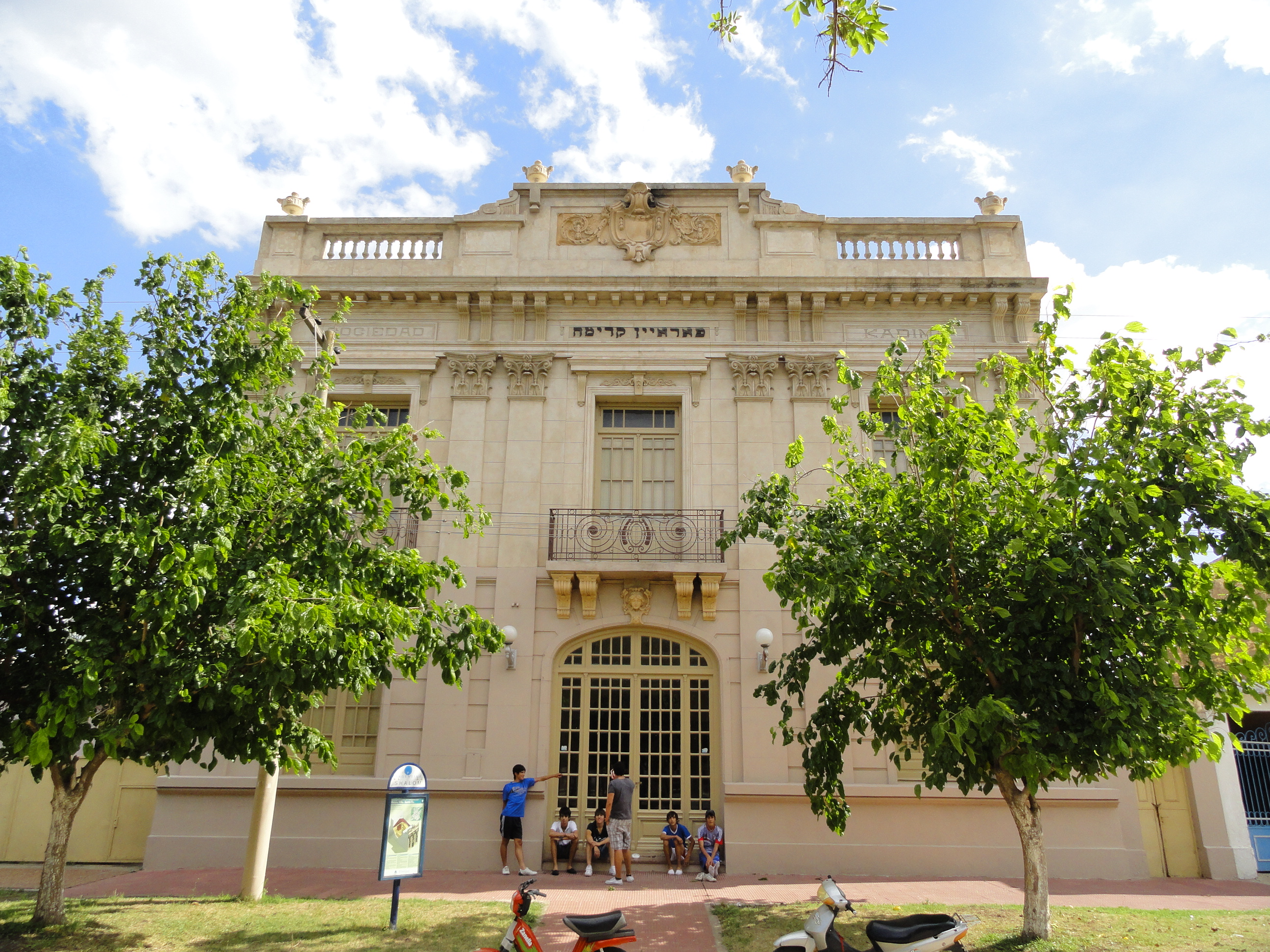
Vue extérieure du théâtre Kadima

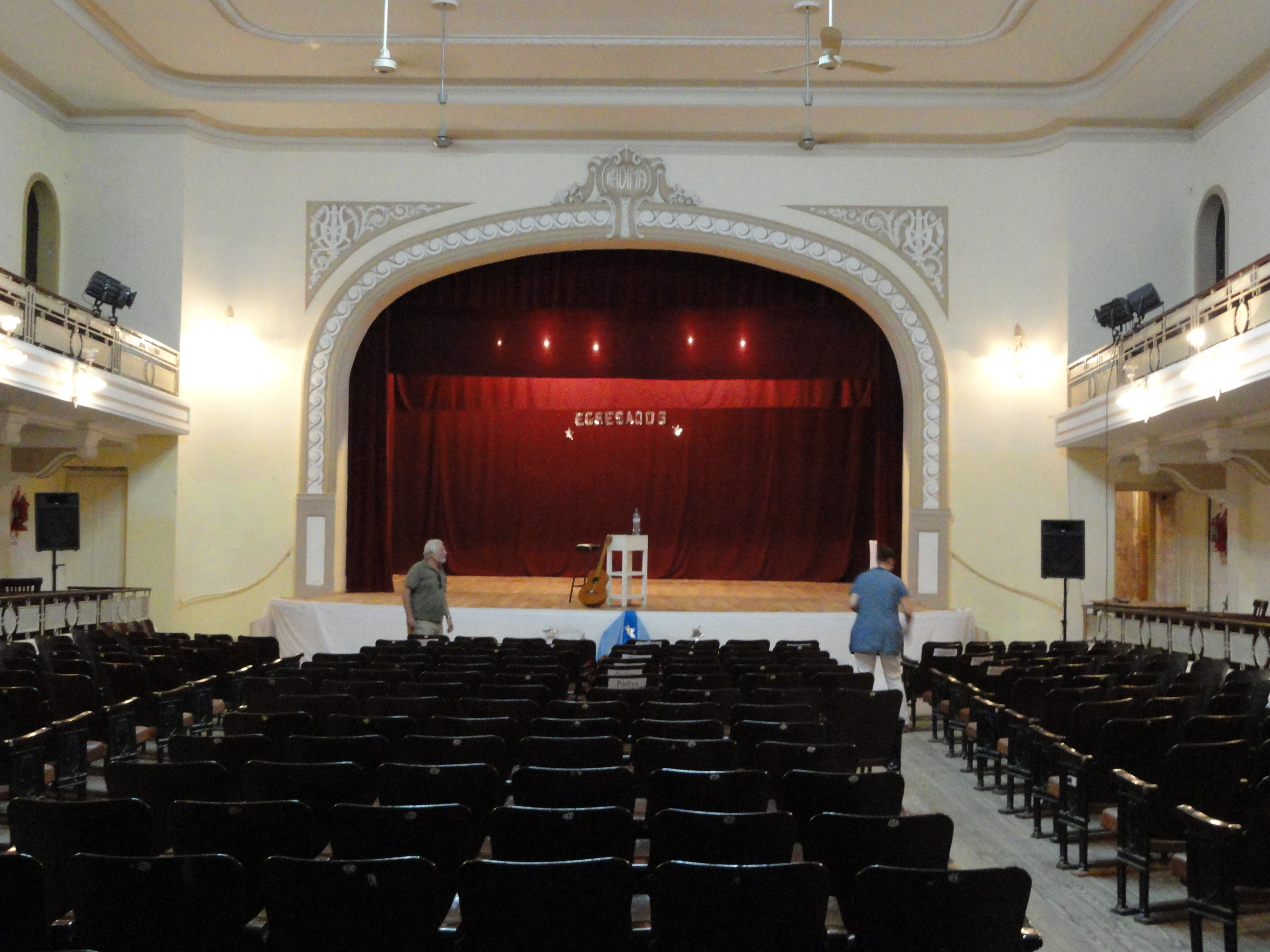
Vue intérieure du théâtre Kadima

L'Association culturelle Kadima (en Yiddish: en avant) avec sa bibliothèque est fondée en 1909 par les colons du village des Douze Maisons, mais dès 1910, la décision est prise de la transférer à Moisés Ville. Pendant plusieurs années, l'association reçoit une subvention annuelle de la Mutuelle agricole et de la Société Hatjia.
Le théâtre Kadima est construit sur la place principale de Moisés Ville, aujourd'hui place San Martin. La première pierre est posée en 1915 et le bâtiment est inauguré en 1929. Composé d'un parterre et d'une galerie, la salle de spectacle possède une acoustique remarquable et peut accueillir jusqu'à 500 personnes (300 au parterre et 200 au balcon). Sa façade de style néoclassique, couleur rose, est ornementée de motifs gréco-romains avec sur le fronton une inscription en hébreu. Dans le hall d'entrée, deux escaliers massifs en marbre conduisent à la galerie et à la bibliothèque.
Dès le début, le théâtre devient le centre de la vie culturelle de la colonie. Profitant du décalage de saison par rapport à Odessa, Varsovie ou New York, de nombreux artistes et troupes yiddish de renommée mondiale viennent s'y présenter. D'après Golde Kuperstein-Gerson, membre du conseil municipal de la ville: « Si une troupe faisait un flop ici, elle ne se présentait pas à Buenos Aires ». Berta Singerman y a joué, et les écrivains Samuel Eichelbaum et César Tiempo y ont présenté des pièces.
Actuellement le théâtre est bien trop important pour la petite communauté juive restante. Celle-ci le loue à la municipalité et à différentes associations culturelles. Actuellement, le théâtre abrite un chœur, le Coro Polifonico Comunal, ainsi que les troupes d'amateurs Tiempo et Tiempito.
Les membres de Kadima sont dès le début persuadés que la culture est un facteur important de progrès. Ils vont en 1918 acheter aux  États-Unis des bibliothèques complètes de livres en espagnol et en yiddish, complétés par la suite par des livres en russe et en hébreu. La bibliothèque occupe une grande partie du dernier étage du bâtiment, mais n'est plus que très rarement utilisée, les livres les plus précieux ont été offerts à la bibliothèque de l'Université de Jérusalem ou à la bibliothèque Baron Hirsch.

### Les synagogues
Forte jusqu'à la fin des années 1940 de plus de 3 000 membres (5 000 avec les communes avoisinantes), la communauté juive de Moisés Ville possédait quatre synagogues et de nombreux oratoires.
Actuellement seule la synagogue Baron Hirsch reste en activité. La synagogue des travailleurs (Arbeter Shoul) est fermée et se dégrade rapidement. Quant à la synagogue Brenner, elle a été classée en 1998 monument historique national et est en train d'être restaurée par l'État.

### Musée de la colonisation juive et de l'histoire communale
Ce musée porte le nom du premier rabbin de la colonie, Aaron H. Goldman, et a été fondé en 1985 par décision municipale. Il regroupe de nombreuses archives de colons (photos, papiers d'identité) et de l'administration juive de la ville.

### Le cimetière juif
Ouvert en 1891, c'est le plus ancien cimetière juif d'Argentine. Il est toujours utilisé.

## Poème:Mozesvil
Le compositeur yiddish Jevel Katz (1902-1940) a écrit une chanson sur Moisés Ville, cette petite ville où tout le monde est juif. Le couplet est un hymne en son honneur :
| Yiddish | Français |
| --- | --- |
| In Mozesvil, mayn kleyn shtetele, Mozesvil, mayn sheyn heymele, Bist a yidishe medine, bist a shtolts far Argentine, Mozesvil. | Mozesvil, ma petite ville, Mozesvil, mon beau petit foyer, Tu es un pays juif, objet de fierté pour l'Argentine, Mozesvil. |